# Новый Чардым
Новый Чардым — село в Лопатинском районе Пензенской области России. Входит в состав Верешимского сельсовета.

## География
Село расположено на берегу реки Чардым в 9 км на северо-восток от центра сельсовета села Верешим и в 15 км на запад от райцентра села Лопатино.

## История
Поселена новокрещеной мордвой в начале XIX века в Козловской волости Петровского уезда Саратовской губернии как сельцо Новокрещеное, выселок из Старого Чардыма (Камаевка). В 1877 году — 124 двора, красильня, в 1914 году в сельце Новом Чардыме, Новокрещеное, — 185 дворов.
С 1928 года село являлось центром сельсовета Лопатинского района Вольского округа Нижне-Волжского края. С 1935 года в составе Даниловского района Саратовского края (с 1939 года — в составе Пензенской области). В 1937 году — колхоз «Луч». В 1955 году — в составе Борятинского сельсовета, бригада колхоза имени Ленина. С 1958 года — в составе Лопатинского района. В 1980-х годах в составе Верешимского сельсовета.

## Население
| 1859 | 1877 | 1884 | 1897 | 1911  | 1921  | 1939 |
| ---- | ---- | ---- | ---- | ----- | ----- | ---- |
| 734  | ↗946 | ↗989 | ↘932 | ↗1208 | ↗1271 | ↘296 |
| 1959 | 1979 | 1989 | 1996 | 2002  | 2010  |      |
| ↘208 | ↘58  | ↘22  | ↘18  | ↘15   | ↘3    |      |